# Belchior Carneiro Leitão
Belchior ou Melchior Carneiro Leitão, também chamado Belchior ou Melchior Nunes Carneiro Leitão, Belchior ou Melchior Miguel Carneiro Leitão ou ainda simplesmente de Belchior ou Melchior Carneiro (em mandarim, 賈耐勞) (Coimbra, 1516 — Macau, 19 de agosto de 1583), foi um ilustre bispo jesuíta português que realizou muitas acções missionárias, de caridade e de beneficência em Macau. Foi também Patriarca da Etiópia.

## Biografia
De nacionalidade portuguesa e filho de Pedro Carneiro Leitão e de sua mulher Maria Nunes, Melchior Nunes Carneiro Leitão nasceu em Coimbra, em 1516. Foi o primeiro reitor do Colégio dos jesuítas em Évora, que se tornou mais tarde numa famosa universidade portuguesa. Ele professou os votos da Companhia de Jesus em 14 de março de 1543 e foi ordenado padre em 25 de abril.
Em 1555, o Papa Júlio II nomeou-o bispo titular de Niceia e segundo bispo coadjutor do Patriarca da Etiópia, D. João Nunes Barreto. Em 4 de maio de 1555, foi sagrado bispo titular de Niceia por Dom Gaspar Jorge de Leão Pereira, em Goa. Em Setembro de 1565, a pedido do Papa, ele começou a sua viagem para Macau, onde exerceu o seu ministério episcopal em prol das missões católicas na China e no Japão. Parou algum tempo em Malaca, onde em 1567 comunicou o bispo de Malaca, D. Jorge de Santa Luzia, que este deixou de ter jurisdição eclesiástica sobre Macau.
Em 1568, D. Melchior chegou a Macau. Um ano após a sua chegada a este porto comercial português, em 1569, ele fundou o "Hospital dos Pobres" (mais tarde renomeado de "Hospital de São Rafael"), que recebia doentes cristãos e pagãos, e a Santa Casa da Misericórdia, a primeira instituição europeia de caridade e de beneficência em Macau que tem por objectivo atender às necessidades dos pobres da Cidade. Ele fundou também uma leprosaria junto da Igreja de S. Lázaro para cuidar dos leprosos.
É considerado o primeiro Bispo da China e do Japão, embora ele fosse apenas administrador apostólico destas regiões até ser criada a Diocese de Macau, em 1576. Ele não foi nomeado bispo desta nova circunscrição eclesiástica católica. Mas, mesmo assim, governou esta diocese, como Governador do Bispado, até 1581, quando chegou a Macau o primeiro Bispo de Macau, D. Leonardo Fernandes de Sá. Ele se tornou o Patriarca da Etiópia em 1577 após a morte de Andrés de Oviedo, embora ele nunca tenha sido capaz de viajar para lá.
Após a chegada de D. Leonardo de Sá, em 1581, D. Melchior Carneiro retirou-se para a Residência da Companhia de Jesus, que foi fundada em 1565 pelos jesuítas Francisco Peres, Manuel Teixeira e André Pinto, ao lado da Igreja de Santo António. Nesta residência, o idoso prelado morreu de asma no dia 19 de Agosto de 1583, aos 67 anos de idade. Foi sepultado junto do altar-mor da Igreja da Madre de Deus em Macau.
Foi impressa uma série de notas de 5, 10 e 500 patacas de Macau com a sua imagem.